# (16879) Campai
(16879) Campai (1998 BH10) – planetoida z grupy pasa głównego asteroid okrążająca Słońce w ciągu 4,59 lat w średniej odległości 2,76 j.a. Odkryta 24 stycznia 1998 roku.